# 3003 Konček
3003 Konček este un asteroid din centura principală, descoperit pe 28 decembrie 1983, de Antonín Mrkos.